# 上新町駅
上新町駅（かみしんまちえき）は、かつて愛知県小牧市に存在した名古屋鉄道小牧線の駅である。1931年（昭和6年）4月29日開業。1944年（昭和19年）休止。1969年（昭和44年）4月5日に廃止された。

## 歴史
- 1931年（昭和6年）4月29日 - 開業
- 1944年（昭和19年） - 休止
- 1969年（昭和44年）4月5日 - 廃止

## 隣の駅
所属路線、隣の駅は営業時代のもの。
名古屋鉄道
大曽根線
小牧駅 - 上新町駅 - 小牧原駅